# الجنة تفتح أبوابها متأخرة (مسرحية)
الجنة تفتح أبوابها متأخرة هي مسرحية عراقية من تأليف فلاح شاكر وأخراج محسن العلي، عرضت لأول مرة في عام 1999 وحصّلت في العام ذاته على جائزة الأبداع الكبرى (التانيت الذهبي) من مهرجان أيام قرطاج السينمائية، عُرِضت المسرحية في بغداد، وقطر، والشارقة، وأبو ظبي، وعمّان، والقاهرة وألمانيا.

## قصة المسرحية
يحكي العمل معاناة المشهد اليومي للحياة العراقية بكل عمقها وجذورها أثناء الحرب والحصار، حيث يتناول الحزن الذي صاحب كل بيت جراء الحصار ، وتبرز عظمة المرأة العراقية في ظل هذا الحصار المرير.
تتحدث المسرحية عن قصة أسير يعود إلى بيته بعد أكثر من عشر سنوات من الغياب ولكن عند وصوله يكتشف أن أول من يتنكر لهُ في هذه الحياة التي غادرها عنوة ثم عاد إليها بقدرة قادر هي زوجته التي لا تتعرف إليه في البداية وتنكر إنه زوجها قائلتًا "أنتَ لستَ زوجي!"، وحتى حين تتأكد من إنه زوجها تعترف بأنها لم تكن تريد ان يعود اليها متذكرًا كل شيء ومشتاقًا الى حياة يستعيدها أمامها لحظة بلحظة جالبا معه رسائل حب لم ينقطع عن كتابتها لها طوال أسره، كانت تتمنى ان يعود شخصا آخر، شخصا أنسته الحرب من هو وغيّره الأسر والغياب والعذاب لكي تعيده هي الى نفسه وحقيقته، كان انتظارها كله في سبيل ان تبدأ بنسيان غيابه في لحظة عودته ولكنه، كما تقول، خيّب أملها! .

### طاقم العمل
- جواد الشكرجي
- شذى سالم
- رائد محسن
- محمود أبو العباس

### تصنيف العمل
رومانسي، دراما، حرب
من الجدير بالذكر أن هذه المسرحية قد عُرِضت في السنوات الأخيرة بأكثر من مهرجان من قبل ممثلين شباب لكن مع بعض التغيرات بغية موضعة النص في سياق فني مختلف يتيح طرحًا نقديًا جديدًا، وهذا إن دلّ على شيء فيدلّ على قابليّة النص لأن يعبّر عن زمنه الذي كُتِب فيه وما يفيض عنه من أزمنة آتية،وجعل النص قادر على أستعياب الألم العراقي جراء الحرب والحصار على العراق وقدرته على أستيعاب مرجعية جديدة تنقل واقع الأسير الفلسطيني والقضية الفلسطينية، ومن هذه المهرجانات:
- مهرجان المسرح العربي في دورته الثانية عشر في عمان - الأردن عام 2020[1]
- مهرجان رم المسرحي (الدورة الثانية)- مسرح هاني صنوبر (أخراج د.يحيى البشتاوي)[2]
- مهرجان ظفار المسرحي (الدورة الثانية عام 2023) - مسرح أوبار (أخراج أحمد معروف اليافعي- تمثيل فرقة أوبار المسرحية)[3]